# Elizabeth Chudleigh

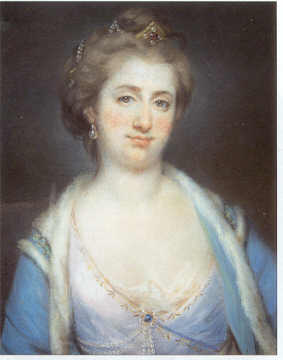
Elizabeth Chudleigh, nach 1750

Elizabeth Chudleigh (geboren 1720 in Chelsea (London); gestorben am 26. August 1788 in Sainte-Assise, Seine-Port, nahe Paris), durch Heirat bekannt als Elizabeth Pierrepont, Duchess of Kingston, war eine adelige englische Dame der Gesellschaft, die für einen abenteuerlichen Lebenswandel bekannt wurde. Ihr Bigamie-Skandal war 1776 das prägende politische Thema in Großbritannien.

## Leben
Elizabeth Chudleigh entstammte der Gentry von Devonshire und war die Tochter von Colonel Thomas Chudleigh aus dessen Ehe mit Henrietta Clifford. Ihr Vater war der zweite Sohn des Sir George Chudleigh, 3. Baronet, und hatte eine Leitungsposition am Royal Hospital Chelsea. Er starb, als sie erst fünf war, und sie wuchs zwar privilegiert, aber nicht reich auf, da ihr Vater sich in der Südseeblase verspekuliert hatte.
Als schöne und geistreiche junge Frau, wenn auch ohne höhere Bildung und mit häufig vulgärem Benehmen, hatte Chudleigh in ihrer Jugend zahlreiche Verehrer, darunter der 50-jährige Earl of Bath, der auch Zeit mit ihr allein verbrachte. 1743 wurde sie durch Vermittlung von Lord Bath Gesellschaftsdame bei der Princess of Wales, Augusta von Sachsen-Gotha-Altenburg, und dadurch in der gesellschaftlichen Oberschicht bekannt. Zu ihren Verehrern dort gehörte auch der Duke of Hamilton. Am 4. August 1744 kam es zu einer unüberlegten Liebesheirat mit Hon. Augustus John Hervey (1724–1779), einem Offizier der Royal Navy aus adliger Familie, kurz bevor dieser zu einer zweijährigen Mission aufbrach. Die heimlich getrauten Eheleute waren beide nicht finanziell abgesichert und lebten kaum zusammen. Chudleigh konnte auf ihre Stellung bei Hofe nicht verzichten, für die sie ledig sein musste; Hervey wiederum war viel und lange auf See. Nach einer Rückkehr Herveys drohte dieser mit der Offenlegung der Ehe und erpresste so Geschlechtsverkehr mit ihr. Der so gezeugte, im November 1747 geborene Sohn, Augustus Henry Hervey, starb bereits als Säugling. Hervey hatte Aussicht darauf, von seinem kinderlosen Bruder George Hervey, 2. Earl of Bristol, dessen Adelstitel zu erben. Für diesen Fall, fabrizierte Chudleigh 1759 sicherheitshalber Nachweise ihrer Ehe und hinterlegte diese testamentarisch. In der Öffentlichkeit trat Chudleigh diese ganze Zeit allerdings unverändert als Mädchen der Gesellschaft auf, wenn auch mit zahlreichen Skandalen. Sie unterhielt weiterhin ihre Beziehung zu Lord Hamilton, und verschiedenen weiteren Verehrern, und lehnte einige Heiratsanträge ab. Ihrer Mutter verschaffte sie eine gut dotierte Position als Kammerdame. Aufsehen erregte sie mit einem fast nackten Auftritt bei einem Kostümball im April 1749.

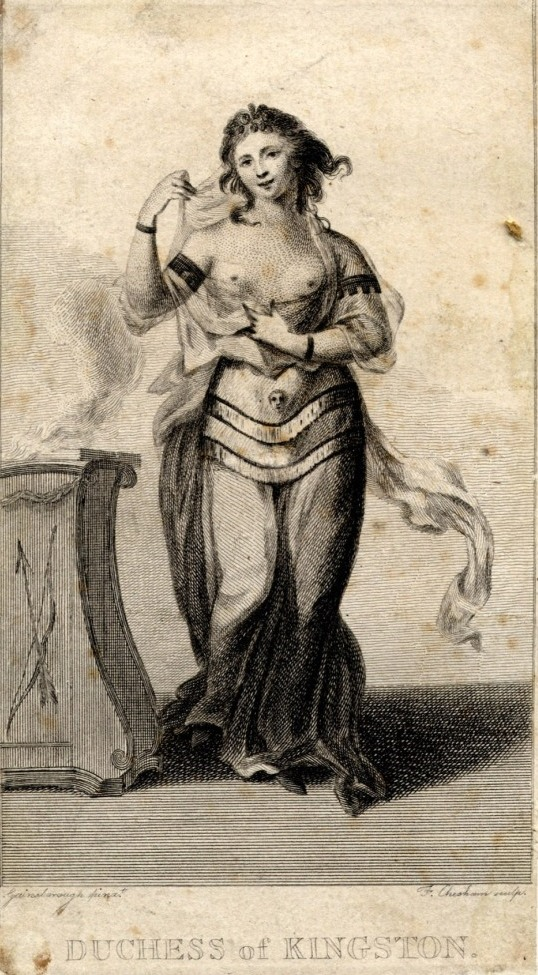
Chudleighs skandalträchtiges Kostüm als Iphigenie, 1749

Ab den frühen 1750er Jahren hatte Chudleigh eine stabile Beziehung mit dem begüterten Höfling Evelyn Pierrepont, 2. Duke of Kingston upon Hull (1711–1773). In den 1760er Jahren bereiste sie den europäischen Kontinent und machte verschiedenen gekrönten Häuptern ihre Aufwartung, darunter 1765 Friedrich dem Großen in Berlin.
Zurück in England, konfrontierte Hervey sie mit seinem Wunsch nach Scheidung, da er jemand anderen heiraten wollte. Beide Parteien hatten durch eine langwierige juristische Scheidung viel zu verlieren: er hätte hohen Unterhalt zahlen müssen; sie wäre bloßgestellt gewesen und ihre bereits geplante Ehe mit Lord Kingston wäre unmöglich geworden. Darum einigten sich Hervey und Chudleigh auf eine juristische Finte. Hervey hielt seine Behauptung aufrecht, sie sei seine Frau; während sie diese Erklärung glaubhaft zurückweisen sollte. Die Falschbehauptung einer Ehe konnte als sogenannte Jactitation, entsprechend etwa einer Verleumdungsklage, gerichtlich angefochten werden. Vor Gericht unterlag Hervey gewollt und Chudleigh wurde am 10. Februar 1769 gerichtlich für ledig befunden. Das ermöglichte ihr die Heirat mit Lord Kingston am 8. März 1769. Aufgrund der Ehe führte sie fortan den Höflichkeitstitel Duchess of Kingston. Lord Kingston starb wenige Jahre darauf und hinterließ seiner Gemahlin und langjährigen Geliebten ein für sie erbautes Stadthaus sowie sein ganzes Vermögen, unter der Bedingung, dass sie nicht erneut heirate. Erst nach ihrem Tode sollte sein Neffe, Evelyn Medows, erben. Elizabeth Pierrepont, Duchess of Kingston, reiste mit ihrem erhöhten Status wieder durch Europa, und wurde etwa von Papst Clemens XIV. empfangen.
1775 erbte Augustus Hervey nach dem Tod seines älteren Bruders tatsächlich den Titel 3. Earl of Bristol. Rein rechtlich war Chudleigh dadurch Countess of Bristol, wie von ihr 1759 niedergelegt, auch wenn sie dies nunmehr bestritt. Samuel Foote, der über Details von Chudleighs verheimlichter Bigamie Bescheid wusste, schrieb die Vorgänge in seinem Stück A trip to calais nieder und versuchte auf diese Weise, 2000 Pfund Sterling von Elizabeth Chudleigh zu erpressen. Zu dieser Zahlung nicht bereit, eskalierte diese die Situation, indem sie sich an Henry Pelham-Clinton, 2. Duke of Newcastle wandte. Foote suchte Unterstützung bei Francis Seymour-Conway, 1. Marquess of Hertford. Chudleigh kehrte nun von Rom nach England zurück, um ihre Ehre zu verteidigen. Durch Foote publizierte Anschuldigungen und Schriftwechsel brachten den Skandal endgültig in die Öffentlichkeit, und Evelyn Medows klagte Chudleigh 1776 der Bigamie an, um das Erbe seines Onkels für sich selbst zu sichern. Sie versuchte vergeblich, die Klage unter Verweis auf das frühere Jactitation-Urteil gegen Hervey beizulegen. Die Anklage wurde von Zeitgenossen (trotz der Amerikanischen Unabhängigkeitserklärung im selben Jahr) als bedeutendster britischer Skandal im Jahr 1776 betrachtet - die Presse publizierte 32-seitige Sonderausgaben.

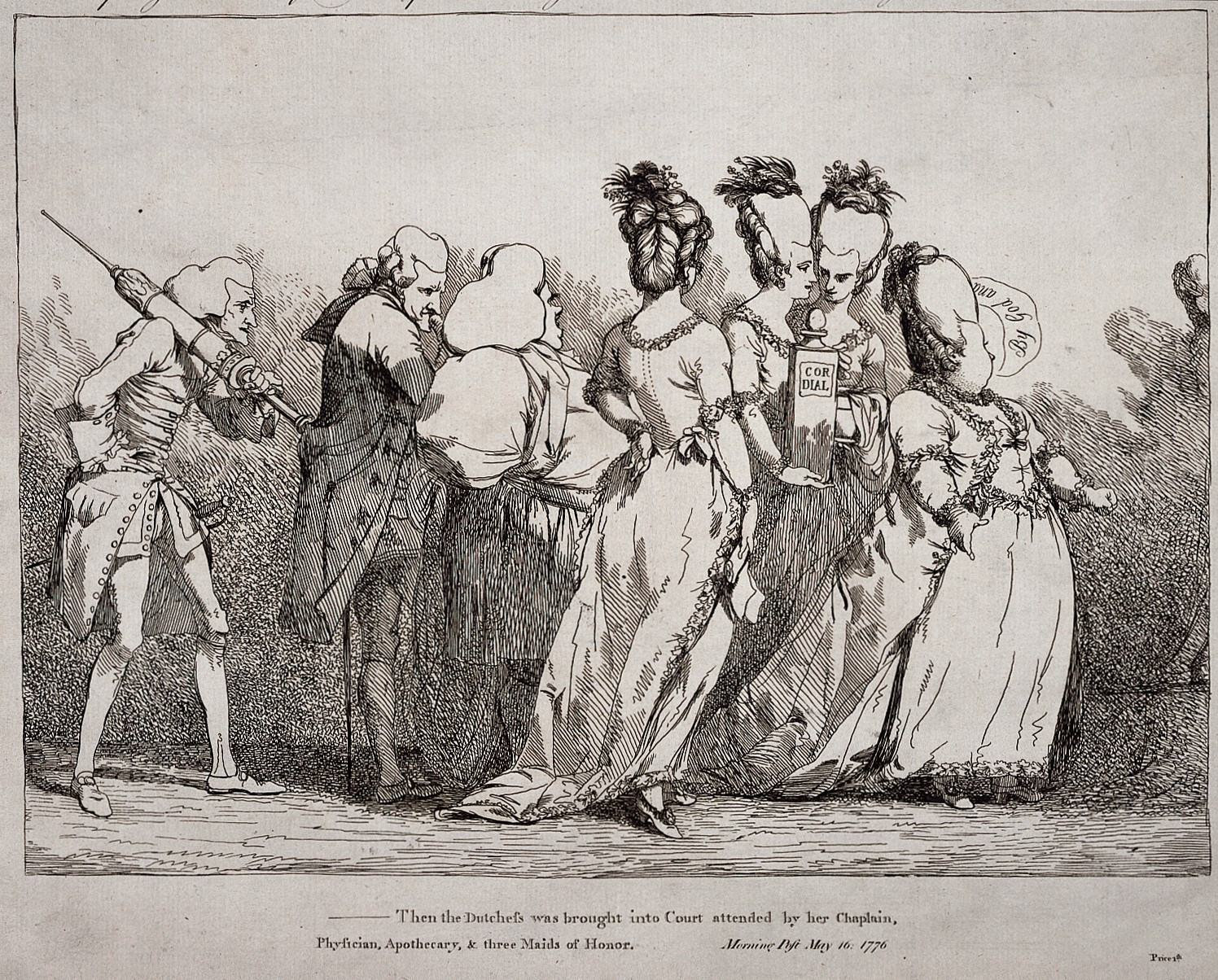
Skizze zu ihrem Auftreten vor Gericht im Mai 1776: Chudleigh (rechts) mit Gefolge (nach links: drei Maids of Honor, ein Kaplan, ein Arzt, ein Apotheker)

Wäre Augustus Hervey nicht mittlerweile selbst ein Peer gewesen, wäre Chudleigh vor einem niederen Gericht behandelt worden, was weit drakonischere Strafen für sie vorgesehen hätte. Stattdessen wurde Chudleigh in einem spektakulären Prozess in Westminster Hall einstimmig von den versammelten Peers der Mehrehe für schuldig befunden und die Ehe mit ihrem verstorbenen zweiten Mann annulliert. Chudleigh verließ England mit allen von Kingston ererbten Gütern und Geldmitteln, noch bevor weitere Prozesse gegen sie angestrengt werden konnten. Die Ehe mit Hervey blieb bis an ihr Lebensende rechtsgültig, da auch Hervey keine Scheidung anstrengen konnte, ohne dass sein eigenes Fehlverhalten mit beurteilt worden wäre. Chudleigh ruinierte auch Footes Ruf, indem sie dessen angebliche Perversion öffentlich ausbreiten ließ.
Sie ließ sich zunächst in Calais nieder, wo sie mit dem Serienbetrüger Stefano Zannowich anbändelte und eine Anerkennung als Herzogin von Kingston in Russland einfädelte. Am österreichischen Hof war sie indes klar unerwünscht. Zannowich und Chudleigh segelten 1777 unter großer Aufmerksamkeit nach St. Petersburg und gingen bald darauf wieder getrennter Wege. Am Zarenhof in Russland wurde sie herzlich von Katharina II. empfangen. Sie lud das fünfzehnjährige Fräulein Tatjana Engelhardt der Kaiserin ein, mit ihr nach England zu kommen und ihre Erbin zu werden, was dieses aber ablehnte. Chudleigh kaufte in Estland Grundbesitz, reiste aber bald wieder durch Europa und residierte in der Regel in Rom und Paris.
Sie hinterließ ein exzentrentisches Testament, bei dem sie einem Cousin das Erbe zusprach und ihre Schwestern leer ausgehen ließ. Im Viktorianischen Zeitalter wurde Chudleigh zu einem Symbol des verschwenderischen und dekadenten 18. Jahrhunderts. Ihr ungewöhnlicher Fall sollte auch das bislang einzige Bigamieverfahren gegen eine weibliche Angehörige des britischen Hochadels bleiben.